# کاپسوایر
کاپسوایر (به آلمانی: Kapsweyer) یک شهر در آلمان است که در زودلیشه واینشتراسه واقع شده‌است. کاپسوایر ۱٬۰۵۰ نفر جمعیت دارد.